# Cerylinae
Cerylinae este una dintre cele trei subfamilii ale pescărașilor. Toate speciile din această subfamilie sunt specializate în consumul de pește, spre deosebire de mulți reprezentanți ai celorlalte două subfamilii. 

## Filogenie
Dovezile obținute în urma studiilor filogenetice moleculare sugerează că Cerylinae își au originea în Asia și au colonizat Lumea Nouă în două rânduri: prima dată în urmă cu aproximativ 8 milioane de ani prin Chloroceryle, iar a doua oară în urmă cu aproximativ 1,9 milioane de ani prin strămoșul comun al pescărașilor din genul Megaceryle.
Subfamilia Cerylinae conține nouă specii de pescărași și este împărțită în trei genuri:
| Imagine | Gen                     | Specii |
| ------- | ----------------------- | --- |
|         | Megaceryle Kaup, 1848   | - Megaceryle maxima - Megaceryle lugubris – pescăraș cu creastă - Megaceryle alcyon - Megaceryle torquata                         |
|         | Ceryle F. Boie, 1828    | - Ceryle rudis – pescăraș pestriț                                                                                                 |
|         | Chloroceryle Kaup, 1848 | - Chloroceryle amazona - Chloroceryle americana – pescăraș verde - Chloroceryle inda - Chloroceryle aenea – pescăraș mic american |